# Río Indo
El Indo es un río asiático que discurre por el subcontinente indio, uno de los más largos del continente, el más importante de Pakistán y de los principales de la India (y que también recorre en su curso alto China). Originario de la meseta tibetana del oeste de China, en la Región Autónoma del Tíbet, el curso de agua discurre a través del distrito de Ladaj de Jammu y Cachemira y luego entra en Pakistán a través de Gilgit-Baltistán; sigue después desde el norte del país en dirección sur cruzando a lo largo todo Pakistán, hasta desembocar en el mar Arábigo, cerca de la ciudad portuaria de Karachi en Sind.
La longitud total del río es de 3.180 km, siendo el río más largo de Pakistán. Drena una gran cuenca de más de 1.165.000 km² y tiene un caudal anual estimado en unos 207 km³, lo que lo convierten en el 21.º más caudaloso del mundo. Comenzando en las alturas del mundo con glaciares, el río alimenta el ecosistema de los bosques templados, llanuras y paisajes áridos. Junto con los ríos Jhelum, Chenab, Ravi, Sutlej, Beas y dos afluentes desde la Jaiber Pastunjuá y Afganistán, el Indo forma el delta del Indo de Pakistán, mencionado en el Rig-veda (el texto más antiguo de la India, de mediados del II milenio a. C.) como Sapta Sindhu y en el texto iranio Zend Avesta como Hapta Hindu (significando ambos términos, ‘siete ríos’).
El Indo proporciona los recursos hídricos clave para la economía de Pakistán —especialmente el granero de la provincia de Punyab, que representa la mayor parte de la producción agrícola de la nación, y de Sind. El curso de agua también soporta muchas industrias pesadas y constituye el principal suministro de agua potable en Pakistán. Los cinco ríos que dan nombre al Panyab son el Jhelum, Chenab, el Ravi, el Beas y el Sutlej.
Antes de la división en 1947 de la antigua India en los modernos estados de la India y Pakistán, el Indo era el segundo río en importancia de la región, después del río Ganges, tanto en términos culturales como comerciales. En la actualidad el río también da nombre a la provincia pakistaní de Sind.
El río ha sido una fuente de asombro durante el periodo clásico. El rey Darío I de Persia envió a Escílax de Carianda a explorar el Indo entre los años 519 y 512 a. C., descendiéndolo hasta llegar al mar. Llamado Hindós o Indós por los griegos y luego Indus por los autores latinos, fue siempre conocido en Occidente por su nombre latinizado que también dio nombre a la India (Bharat).

## Historia

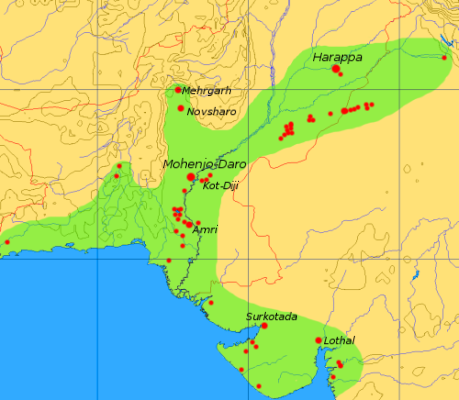
Extensión y principales lugares de la cultura del valle del Indo, en el Pakistán hicieron premoderno y norte de la India (2500 a. C.).

Se han descubierto yacimientos paleolíticos en el valle del Indo en Pothohar, cerca de Islamabad, la capital de Pakistán, con herramientas de piedra de la cultura Soan. En la antigua región de Gandhara, también cerca de Islamabad, se han descubierto en Mardan evidencias de cuevas habitadas desde hace 15 000 años.
También se desarrolló entre 2300 y 1750 a. C. la cultura del valle del Indo, una cultura prehistórica que aparentemente no llegó a conocer la cultura de los arios y que conoció varias etapas, desde el 7000 a. C. (véase Tradición del valle del Indo).
Las principales ciudades de esta civilización, Harappa y Mohenjo-daro, se remontan a alrededor de 3300 a. C., y representan algunos de los mayores asentamientos humanos del mundo antiguo. La civilización del valle del Indo se extendía a través de Pakistán, alcanzando al norte desde el este del río Jhelum hasta Ropar, en el Sutlej superior. Los asentamientos de la costa se extendían desde Sutkagan Dor, en Pakistán, en la frontera de Irán, hasta Kutch, en el extremo oriental de Pakistán. Hay un yacimiento de esta cultura del Indo en el Amu Daria en Shortughai, en el norte de Afganistán, y otro en Alamgirpur en el río Hindon (un afluente del río Yamuna, y por tanto, del Ganges) que se encuentra a sólo 28 km de Nueva Delhi. Hasta la fecha, se han encontrado más de 1.052 ciudades y poblados, principalmente en la región general del río Ghaggar-Hakra y sus afluentes. Entre los asentamientos están los que fueron principales centros urbanos de Harappa y Mohenjo-Daro, así como Lothal, Dholavira, Ganeriwala y Rakhigarhi. Sólo de 90 a 96 de los 800 conocimientos más conocidos de la cultura del valle del Indo se han descubierto en el río Indo y sus afluentes. El Sutlej, ahora un afluente del Indo, en épocas de Harappa, desembocaba a veces en el Ghaggar-Hakra, en cuya cuenca se encuentran más sitios de la cultura de Harappa que a lo largo del propio Indo.
La mayoría de estudiosos creen que los asentamientos de la cultura de las tumbas de Gandhara de los primeros indoarios florecieron en la región de Gandhara a partir del 1700 a. C. hasta el 600 a. C., cuando Mohenjo-Daro y Harappa ya habían sido abandonadas.
Los primeros europeos que se sabe que reconocieron este río fueron las huestes greco-macedonias de Alejandro Magno que en el Indo prácticamente encontró el límite oriental de su imperio, ya que sus fuerzas se retiraron a lo largo del curso meridional del río al final de la campaña de Asia después de la conquista lo que hoy es Pakistán, uniéndolo al Imperio helénico. El nombre Indus se utiliza en el libro de Megástenes Indica para el poderoso río cruzado por Alejandro, basándose en el relato contemporáneo de Nearchus. «Indus» es un derivado helénico del iranio Sindus, que a su vez deriva de Sindhu, el nombre del Indo en el Rig-veda, ya que el río está considerado, por los hinduistas, uno de los siete ríos sagrados de la India. El término sánscrito sindhu significa genéricamente ‘río’ o ‘mar’, probablemente a partir de una raíz sidh que significa ‘alejar’. El término Sindhu aparece 176 veces en el Rig-veda, 95 veces en plural, utilizado más a menudo en el significado genérico. Ya en el Rig-veda, sobre todo en los últimos himnos, el significado de la palabra se reduce al referirse al río Indo en particular, como por ejemplo, en la lista de los ríos del Nadistuti sukta. Esto dio lugar a la anomalía de un río de género masculino: todos los demás ríos rigvédicos son femeninos, no solo gramaticalmente, siendo imaginados como diosas y comparadas con vacas y yeguas que daban leche y mantequilla.
A partir de los datos aportados por los autores griegos que comenzaron a mencionar la palabra India en referencia a todo el subcontinente Indio, luego los autores latinos hablarían de una India cisgangética (la India de este lado del Ganges) y de una India transgangética (la India del otro lado del Ganges).
Antiguamente los persas y otros pueblos de lenguas iranias llamaban Sindhu a este río, extendiendo ese nombre a los habitantes de todo el subcontinente indio, con el nombre de Sindhustán (‘país [del] Sindhu’).
El Indo ha formado una frontera natural entre el subcontinente indio y su frontera con la meseta iraní, una región que incluye el Baluchistán pakistaní, Jaiber Pastunjuá, así como Afganistán, Tayikistán e Irán. Fue cruzado por los ejércitos de Alejandro Magno —sus fuerzas macedonias se retiraron a lo largo del curso meridional del río al final de la campaña de Asia después de la conquista lo que hoy es Pakistán y lo unieron al Imperio helénico. Las llanuras del Indo también han estado bajo la dominación del imperio persa y del imperio de Kushan. Los ejércitos musulmanes de Mohamed ben Qasim, Mahmud de Gazni, Mohammed de Ghor, Tamerlán y Babur también cruzaron el río para golpear en las regiones interiores del Panyab y más al sureste.
La palabra «India» deriva del río Indo. En la Antigüedad, inicialmente «India» se refería a la región de Pakistán que se sitúa a lo largo de la orilla este del río Indo, pero hacia el año 300 a. C., los escritores griegos como Megasthenes aplicaron el término al subcontinente que se extiende más hacia el este.
La fuente tradicional del río es Senge Khabab (‘boca del león’), un manantial perenne, no muy lejos del sagrado monte Kailash, y se caracteriza por una larga línea de bajo de tibetanos chortens. Hay otros afluentes cercanos que posiblemente pueden formar un curso de agua más largo que el Khabab Senge, pero a este, todos dependen de la nieve derretida. El río Zanskar, que desemboca en el río Indo en Ladakh, tiene un volumen de agua mayor que el propio Indo antes de ese punto.

Esa noche en la tienda [junto a Senge Khabab] pregunte a Sonmatering cual de los afluentes del Indo, que cruzamos esta mañana, era el más largo. Todos ellos, dijo, comienzan al menos a un día a pie desde aquí. El Bukhar comienza cerca del pueblo de Yagra. La fuente del Lamolasay está en un lugar santo: hay un monasterio allí. El Dorjungla es un paseo muy largo y difícil, tres días tal vez, y hay muchas rocas afiladas; pero su agua es clara y azul, de ahí el nombre de otro afluente, Zom-chu, que Karma Lama traduce como «agua azul». El Rakmajang nace en un lago oscuro llamado el mar Negro.

Uno de los más afluentes más largos —y por lo tanto un candidato a ser la fuente técnica del río— es el Kla-chu, el río que cruzamos por un puente ayer. También conocido como el Lungdep Chu, desemboca en el Indo desde el sureste, y nace a un día de camino desde Darchen. Pero Sonamtering insiste en que el Dorjungla es el más largo de las «tres tipos de agua» que caen en el Seng Tsanplo ['río León' o Indo].
Empires of the Indus: The Story of a River, Alice Albinia (2008).

En el verano de 2010 el río se vio desbordado en numerosos puntos provocando una de las mayores inundaciones de la historia de Pakistán.

## Geografía
Nace en el Tíbet (China), a una altitud de 5500 m s. n. m., siguiendo su curso a través de en dirección noroeste, para luego atravesar la región de Cachemira y girar hacia el sur para adentrarse en Pakistán y recorrerlo todo a lo largo. Tras pasar por la ciudad de Hyderabad, desemboca en un delta bañando las costas del puerto de Karachi, primera capital de Pakistán.
La longitud total de río varía, según las fuentes, entre los 2.900 y los 3.180 km. El caudal medio es de 6.700 m³/s y drena una amplia cuenca de 1.081.700 km². En su desembocadura en el mar de Omán, el Indo forma un extenso y fértil delta, con una superficie de 7.770 km².

### Descripción

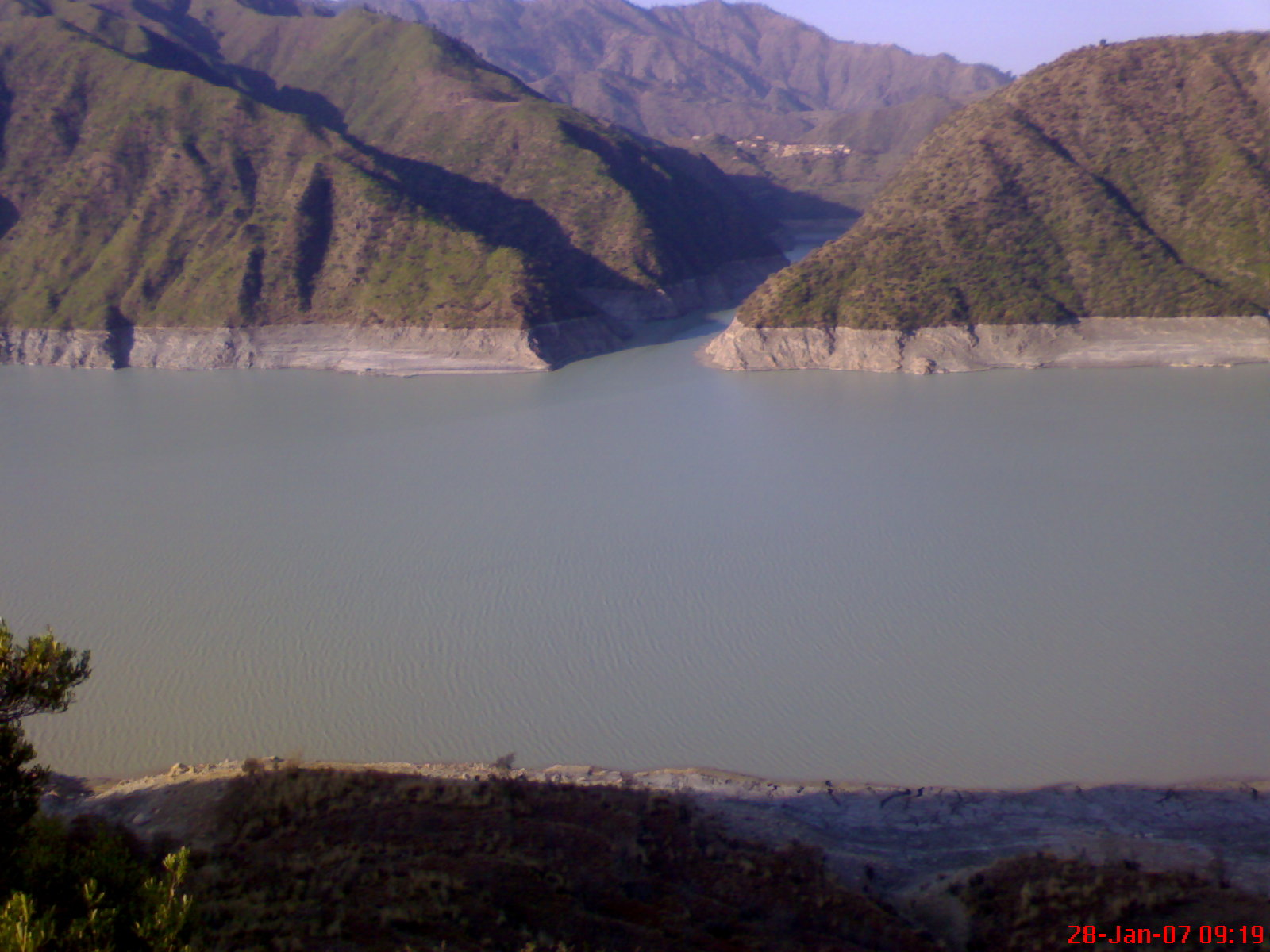
El Indo al confluir con el Barndo.

### Curso en China
El Indo, nominalmente, comienza muy cerca de la frontera oriental de la Región Autónoma del Tíbet, en China, en la pequeña localidad de Shiquanhe, en la confluencia de los ríos Sengge Zangbo y Gar, que drenan las cordilleras de Nganglong Kangri y Gangdise Shan y discurren por alguno de los valles principales de la cordillera del Himalaya. El Sengge (en tibetano: སེང་གེ་ཁ་འབབ།), también Shiquan o Shiquan He (en chino: 獅泉河), la fuente más lejana con una longitud de 430 km, nace en las inmediaciones del sagrado lago Mana Sarovar, a una altitud de 5500 m y discurre en dirección noroeste. El Indo, como tal, también fluye hacia el noroeste y cruza enseguida la frontera china e ingresa en la India.

### Curso en la India

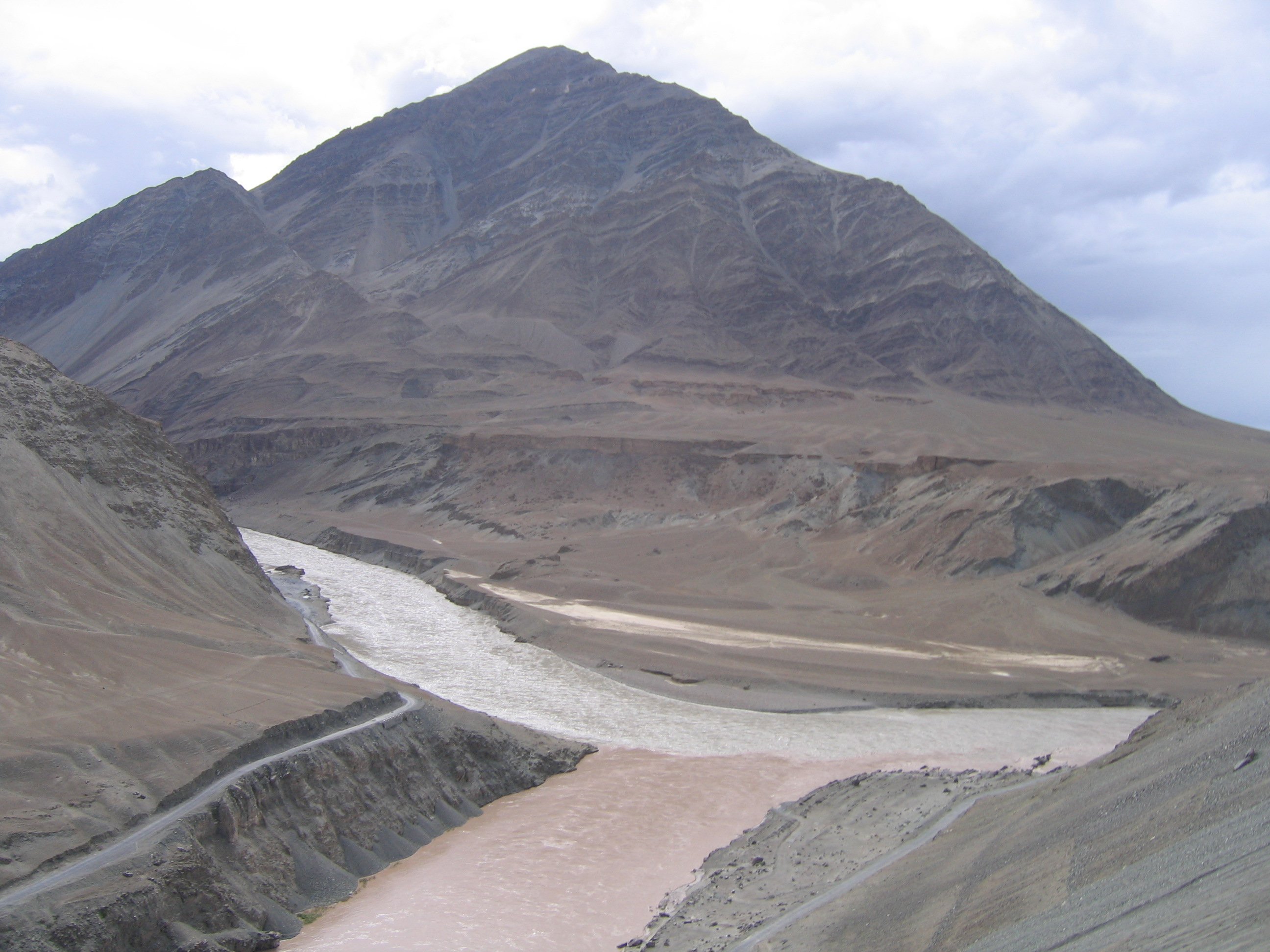
Confluencia del Zanskar y el Indo (en la parte inferior).

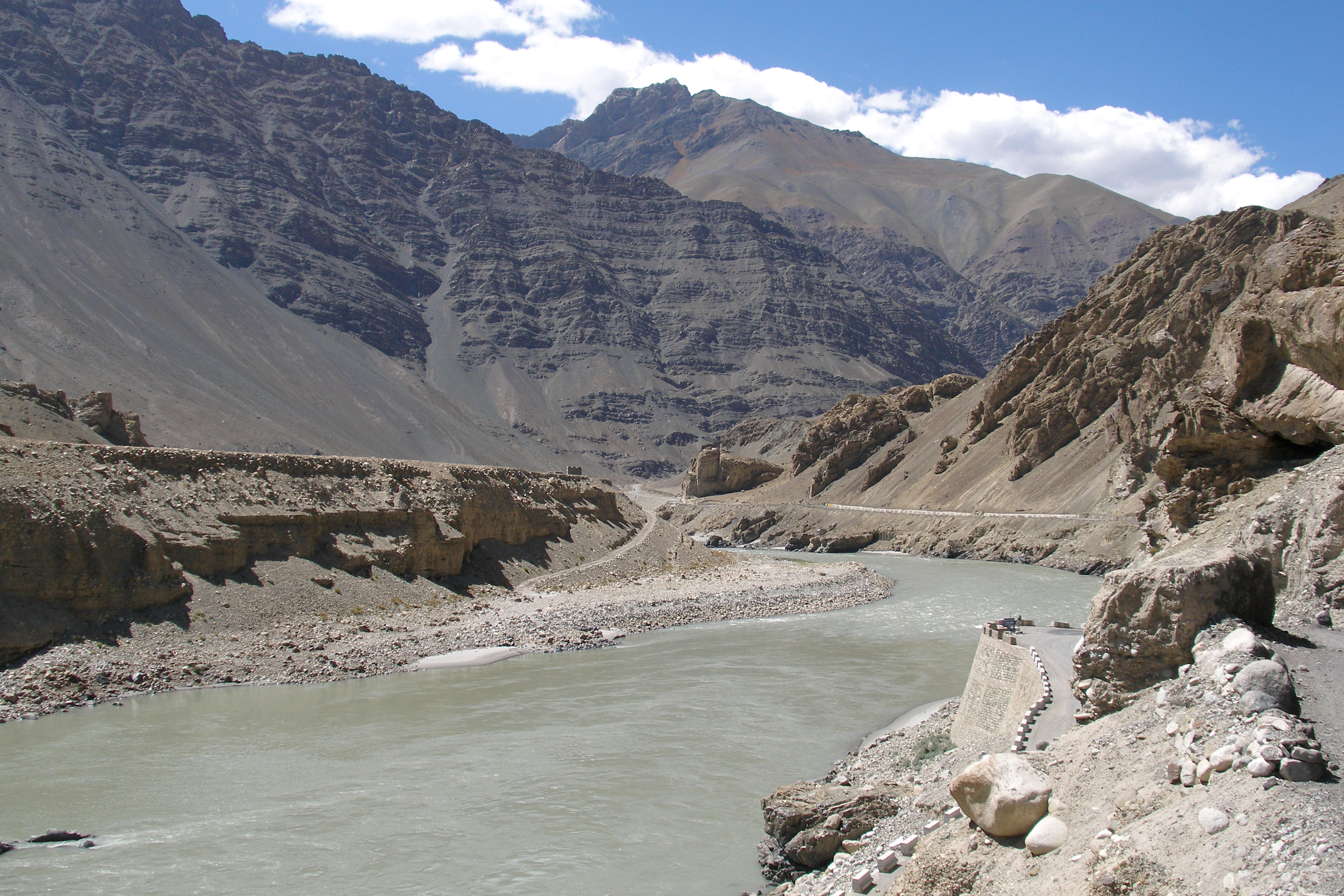
El Indo en Alchi (Ladakh).

En India, donde suele llamarse río Sind, discurre a través del estado de Jammu y Cachemira, en la región Ladakh, justo al sur de la cordillera del Karakoram. Tras pasar por las pequeñas localidades de Nyoma (1350 hab.) y Upshi (165 hab.). A partir de aquí la carreteera NH-21 acompaña al río, que llega a una zona en la que hay bastantes monasterios, como los de Stakna, Mashro, Thikse y Shey, y llega a Leh (27.513 hab. en 2001), la antigua capital del reino de Ladakh. En el valle una nueva carretera acompaña al río, la NH-1D, y pronto llega a Phey (331 hab.). Recibe después por la izquierda al primero de sus afluentes de importancia, el río Zanskar. Sigue por las pequeñas aldeas de Nimu, Alchi y Tingmosgang y en esta zona el Indo bordea por el norte el gran parque nacional Hemit, con 4400 km², el mayor parque indio, establecido en 1981. Tras mantener la dirección noroeste, sale de la India e ingresa en Pakistán.

### Curso en Pakistán

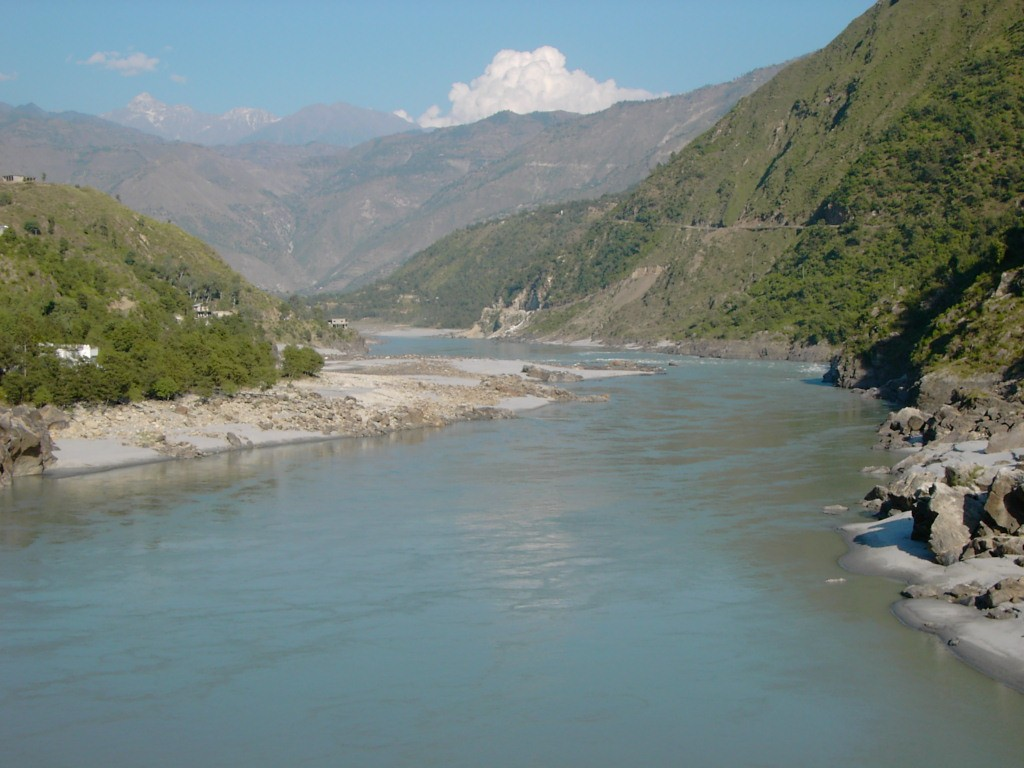
El curso de agua visto desde la carretera del Karakórum.

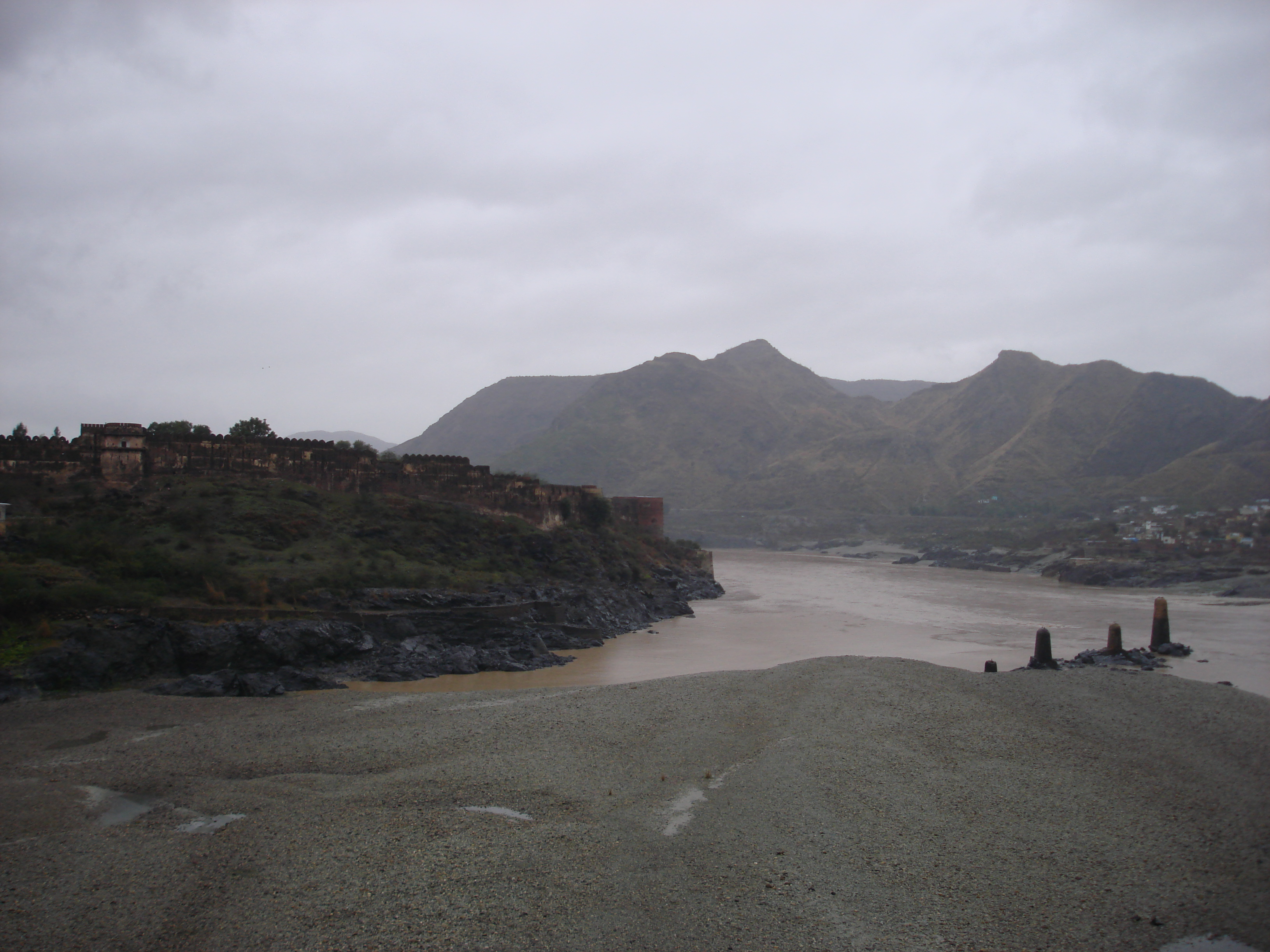
El fuerte de Attock, a orillas del Indo.

Al poco de entrar en Pakistán, en la región del Baltistán, en la provincia de Gilgit-Baltistán, recibe por la izquierda, procedente del sur, al río Suru y luego, por la derecha, a los ríos Shyok (550 km) y al Shigar (62 km), en cuya confluencia está la pequeña ciudad de Skardu (unos 30 000 hab. en 2000), que cuenta con un pequeño aeropuerto muy usado por los aficionados al senderismo. Continúa en dirección noroeste y se vuelve hacia el sur, justo al recibir, por la derecha, al río Gilgit (450 km). Desde aquí sigue el valle la N-35 (que llega desde el valle del Gilgit), conocida como carretera del Karakórum, que conecta la ciudad china de Kashgar con la capital pakistaní, Islamabad (con un recorrido de 1200 km). Bordea por el norte el Nanga Parbat, discurriendo entre gigantescas gargantas, de 4.500-5.200 m de profundidad.
Pasa por Chilas y al poco se llega a un lugar donde se ha iniciado en octubre de 2011 la construcción o la presa de Diamer-Bhasha, que tendrá una potencia instalada de 4500 MW, situada casi en la frontera de India. Llega después un corto tramo, entre Dudishaj y Sazin en el que el río señala la frontera entre Gilgit-Baltistán y Jaiber Pajtunjuá (Khyber Pakhtunkhwa).
Recibe después al pequeño río Kondia, por la derecha, y alcanza la localidad de Dassu, Palas y Besha. Se alcanza luego la larga cola del embalse de Tarbela (con una superficie de 250 km² y una longitud de unos 60-70 km), que también recibe las aguas de los ríos Dor y Siran. La presa, construida entre 1968 y 1974, contribuye al control de las inundaciones, a la irrigación y a la generación hidroeléctrica (3478 MW). Justo después de la presa el río sale de las montañas e ingresa en las amplias llanuras del Panyab, entre las importantes ciudades de Peshawar y Rawalpindi. Sigue un pequeño tramo en el que su curso se divide en muchos ramales, entrelazados y cambiantes, con bastantes pequeñas islas entre ellos. Desde aquí y durante un buen tramo, el Indo será el límite entre las provincias de Pastunjua Jáiber y la del Panyab, al este. El río Kabul (700 km) se le une enseguida, por la derecha, cerca de la localidad de Attock (69 588 hab. en 1998).
Sigue su camino por las llanuras del Panyab en dirección general sur, recibiendo ríos por ambas márgenes, como el Kohat Toi (derecha). Pasa por la histórica ciudad de Makhad, después recibe al río Soan (250 km), por la izquierda, y llega a Mari. Sigue aguas abajo por Dera Ismail Khan (109.686 hab., est. en 2009) y recibe, por la derecha, al río Gumal (400 km), y después, por la izquierda, algo antes de llegar a la ciudad de Mithankot
al más importante de sus afluentes, el río Panijnad, un corto río de solo 71 km que lleva las aguas de los cinco ríos del Panyab (está formado por la confluencia de dos largos ríos: el río Chenab (1.242 km) —con sus subafluentes el río Jhelam (740 km) y el río Ravi (725 km)— y el río Sutlej (1.370 km) —con su subafluente el río Beas, 470 km). Más allá de esta confluencia, el río fue llamado alguna vez río Satnad (Sat = siete, Nadi = río), ya que lleva en ese momento las aguas del Kabul, del Indo y de los cinco ríos del Panyab.
Alcanza después la presa de Guddu, construida entre 1957-62 para el control del Indo, justo en la frontera con la provincia de Sind. Sigue por Rohri (224.362 hab. en 2002), Sanghar y llega a una nueva presa, la de Sukkur, construida entre 1923-32, para el riego y control de las inundaciones, cerca de la homónima ciudad de Sukkur (493.438 hab.). Pasa después por Larkana (456.544 hab.) y muy cerca de las ruinas de Mohenjo-Daro. Sigue por Sehwan (35.264 hab.), al lado del lago Manchar, una embalse construido en los años 1930 de entre 350-520 km² alimentado por dos canales derivados del Indo. Llega después a Jamshoro y a la ciudad de Hyderabad (1.578.367 hab.), la ciudad más poblada de todo su curso. Pasa cerca del lago Keenjhar y termina en un gran delta al este de Thatta.
La zona del delta del Indo está considerada como una de las regiones ecológicas más importantes del planeta. En este río se puede encontrar una especie única de delfín, el delfín del río Indo (Platanista minor), especie muy parecida a la que habita en el río Ganges. Según un censo efectuado en el 2001 había un total de 1100 ejemplares vivos de este cetáceo.
El Indo es uno de los pocos ríos del mundo que experimentan el fenómeno del macareo. El sistema del Indo es en gran parte alimentado por las nieves y los glaciares de las cordilleras tibetanas del Himalaya, Karakorum e Hindu Kush; de las aguas del estado indio de Jammu y Cachemira y de las Áreas del Norte de Pakistán, respectivamente. El caudal del río está determinado también por las estaciones del año —disminuyendo mucho en invierno y experimentando inundaciones de sus orillas en los meses del monzón, de julio a septiembre. También hay evidencias de cambios constantes en el curso del río desde la prehistoria —se desvió hacia el oeste desde la desembocadura en el Rann de Kutch y junto a las praderas de Banni después del terremoto de 1816.

### Principales afluentes
Los principales afluentes del Indo, en dirección aguas abajo, son los siguientes:
- río Zanskar, por la margen izquierda, el primer afluente de importancia;
- río Shyok (550 km), por la margen derecha;
- río Shigar (62 km), por la margen derecha, que desemboca en la ciudad de Skardu;
- río Gilgit (450 km), por la margen derecha, con sus afluentes el Ghizar y el Hunza;
- río Kabul (para los griegos Cofen,[7] 700 km), , por la margen derecha, con sus afluentes el Kunar (Choaspes[7]) y el Swat (Suastos[7]);
- río Sohan o Soan (250 km), por la margen izquierda;
- río Tochi, por la margen izquierda;
- río Gumal (400 km), por la margen derecha, con sus afluentes el Kundar y el Zhob;
- río Panijnad, por la margen izquierda, un corto río de solo 71 km, formado por la confluencia de dos largos ríos:

- río Chenab (Acesines, de 1.242 km), con sus subafluentes el río Jhelam (Hidaspes, de 740 km) y el río Ravi (Hidraotes, de 725 km);
- río Sutlej (1.370 km), con su subafluente el río Beas (Hifasis, de 470 km).

Otros afluentes menos importantes son los ríos Tanubal, Nagar, Astor, Balram, Dras, Ghizar y Kurram.

## Geología
El Indo alimenta el abanico submarino del Indo, que es el segundo cuerpo sedimentario de la Tierra, con unos 5 millones de km³ de material erosionado de las montañas. Los estudios de los sedimentos en el moderno río indican que las montañas del Karakorum, en el norte de Pakistán, son la fuente más importante de material, siendo el Himalaya la siguiente mayor contribución, en su mayoría a través de los grandes ríos del Panyab (es decir, el Jhelum, el Chenab, el Ravi, el Sutlej y el Beas). El análisis de los sedimentos del mar de Omán ha demostrado que hace más de cinco millones de años, el Indo no estaba conectado con los ríos del Panyab que fluían en su lugar hacia el este en el Ganges y que fueron capturados más tarde. Trabajos pioneros mostraron que la arena y el limo del oeste del Tíbet, llevaban llegando al mar Arábigo desde hacía 45 millones de años, lo que implicaría la existencia de un antiguo río Indo, en ese momento. El delta de este proto-río Indo fue posteriormente encontrado en la cuenca de Katawaz, en la frontera entre Afganistán y Pakistán. El Indo, de acuerdo con la antigua Rigveda, era el Saraswati que fluía desde el Himalaya a través de Pakistán hacia el mar Arábigo.
En la región de Nanga Parbat, las cantidades masivas de erosión causadas por el Indo, que siguieron a la captura y el desvío a través de esta área, se piensa que acarrearon rocas de la corteza media e inferior a la superficie.

## Vida natural

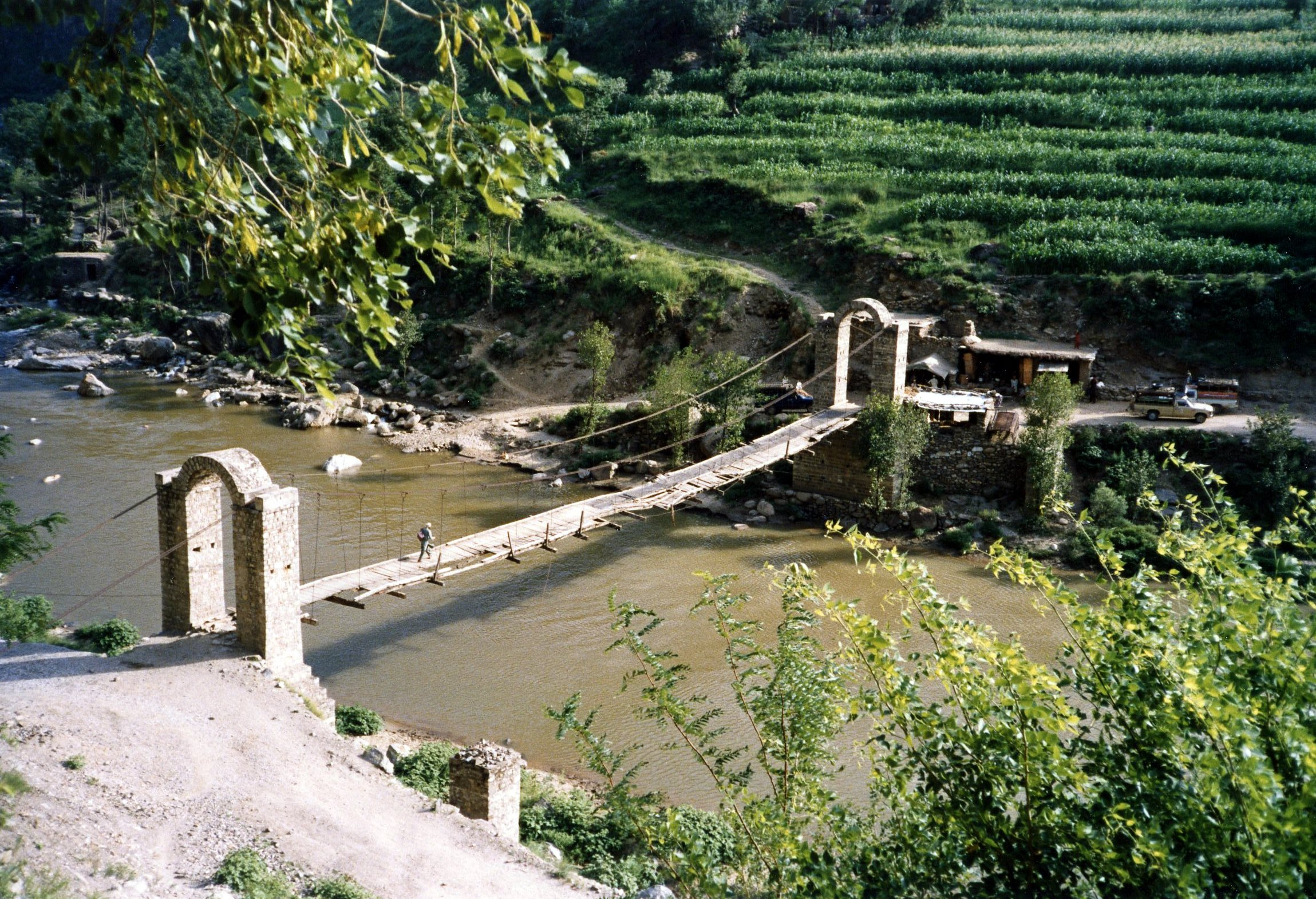
Puente sobre el Indo en Pakistán

Los relatos sobre el valle del Indo desde los tiempos de la campaña de Alejandro indican que había una cobertura forestal saludable en la región, que ha retrocedido considerablemente. El emperador mogol Babur escribió en sus memorias (el Baburnama) que encontró rinocerontes en sus riberas. La amplia deforestación y la interferencia humana en la ecología de las colinas Shivalik ha dado lugar a un marcado deterioro de la vegetación y de las condiciones de crecimiento. Las regiones del valle del Indo son ahora áridas con escasa vegetación. La agricultura se sustenta en gran parte debido a las obras de irrigación.
El ciego delfín del río Indo (Platanista gangetica minor) es una subespecie de delfín que sólo se encuentran en el río, aunque antiguamente también aparecían en sus afluentes. El Fondo Mundial para la Naturaleza dice que es uno de los cetáceos más amenazados, con sólo unos 1000 especímenes.
El pescado palla del río (Hilsa) es una delicia para las personas que viven a lo largo del río. La población de peces en el río es moderadamente alta, siendo Sukkur, Thatta y Kotri los principales centros pesqueros, todos en el curso inferior de Sindh. Sin embargo, las presas y el riego han hecho de la piscicultura una actividad económica importante. El gran delta, situado al sureste de Karachi, ha sido reconocido por los conservacionistas como una de las regiones ecológicas más importantes del mundo. Aquí el río se convierte en pantanos, arroyos y riachuelos y se encuentra con el mar en niveles superficiales. Los peces marinos se encuentran aquí en abundancia, incluyendo reinetas y camarones.

## Economía
El Indo es el proveedor más importante de recursos hídricos para las llanuras del el Panyab y de Sindh, que constituyen la columna vertebral de la agricultura y la producción de alimentos en Pakistán. El río es especialmente crítico cuando la lluvia es escasa en la parte baja del valle del Indo. Se construyeron por vez primera canales de riego por los pobladores de la civilización del valle del Indo y, más tarde, por los ingenieros del imperio Kushan y del imperio mogol. La moderna irrigación fue introducida por la Compañía Británica de las Indias Orientales en 1850, construyendo nuevos canales y reparando los antiguos. Los británicos supervisaron la construcción de una de las redes de riego más complejas del mundo. La presa de Guddu tiene 1350 m de largo, irrigando los distritos de Sukkur, Jacobabad, Larkana y Kalat. La presa de Sukkur sirve a más de 20.000 km².
Después de la independencia de Pakistán, se firmó en 1960 entre la India y Pakistán un tratado sobre el control de las aguas, garantizando que Pakistán recibiría el agua del río Indo y sus dos afluentes occidentales, el Jhelum y el Chenab, con independencia del control aguas arriba de la India. El Proyecto Cuenca del Indo consistió principalmente en la construcción de dos embalses principales, la presa de Mangla, construida en el río Jhelum, y la presa de Tarbela, construido sobre el río Indo, junto con presas subsidiarias. La «Autoridad para el Desarrollo del Agua y la Energía de Pakistán» (Pakistan Water and Power Development Authority) emprendió la construcción del canal de enlace del Chashma-Jhelum —que une las aguas del Indo y del Jhelum—, ampliando el suministros de agua a las regiones de Bahawalpur y Multan. Pakistán construye la presa de Tarbela, cerca de Rawalpindi —de 2.743 m de largo y 143 m de alto, con un largo embalse de unos 80 km. La presa de Kotri, cerca de Hyderabad, tiene 915 m de largo y ofrece un suministro adicional a Karachi. La presa Taunsa, cerca de Dera Ghazi Khan, produce 100.000 kilovatios de electricidad. La gran vinculación de los afluentes con el Indo ha ayudado a difundir los recursos hídricos en el valle de Peshawar, en el Jaiber Pajtunjuá. La amplia irrigación y los proyectos de presas constituyen la base para las grandes producciones pakistaníes de cultivos como el algodón, la caña de azúcar y el trigo. Las presas también generan electricidad para la industria pesada y los centros urbanos.

## Pobladores

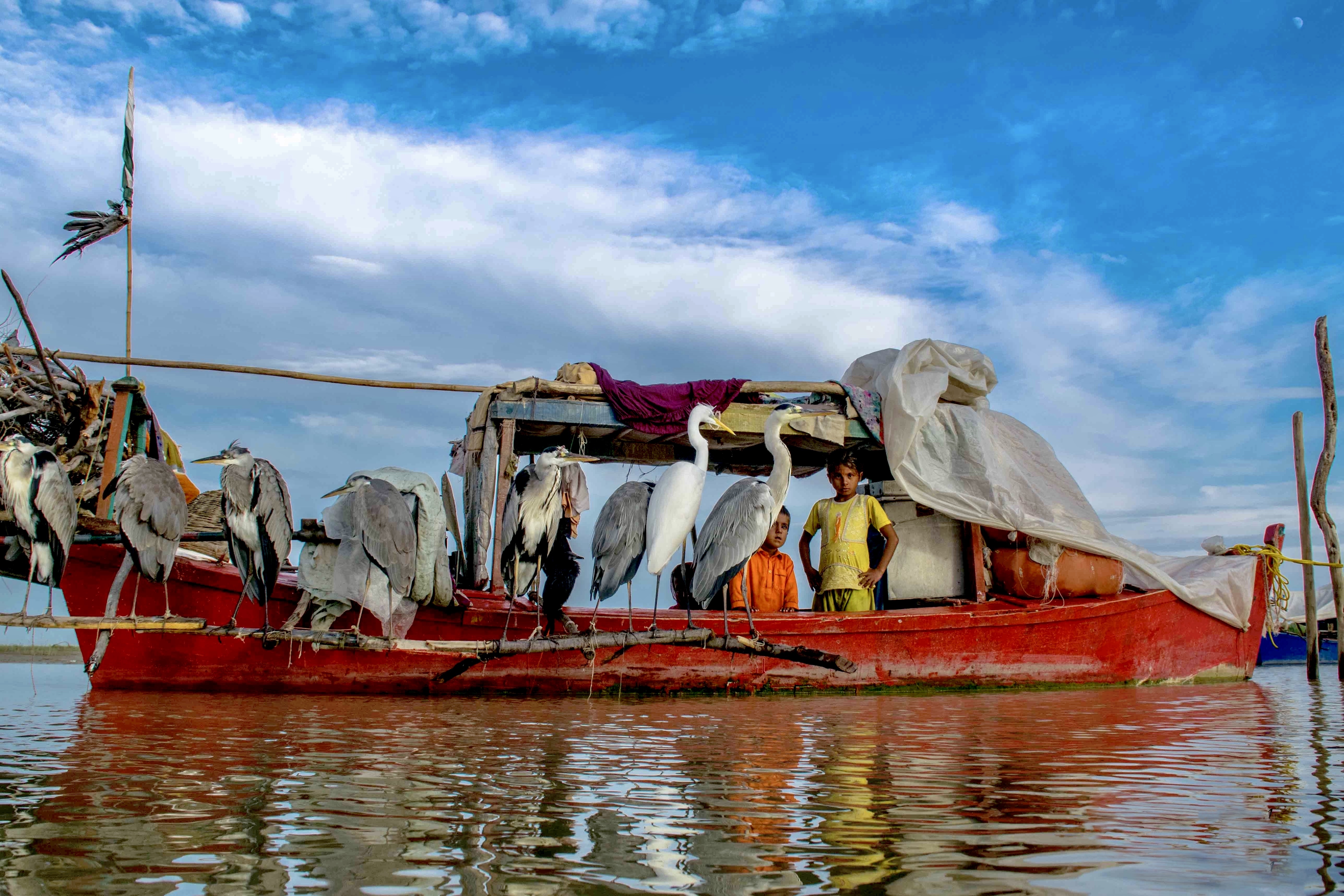
Casa flotante de una familia Mohana cerca de Kot Addu. Las personas de la tribu Mohana viven en el río Indo y cuerpos de agua relacionados en Sindh y el sur de Punjab.

Los habitantes de las regiones que atraviesa el Indo son diversos en etnia, religión, orígenes nacionales y lingüísticos. En el curso norte del río, en el estado indio de Jammu y Cachemira, vive el pueblo budista de Ladakh, de valores tibetanos, y los dards de la familia indoario o dárdica, que practican el budismo y el islamismo. Luego se desciende en Baltistán, en el norte de Pakistán, pasando por la principal ciudad de Balti, Skardu. A medida que continúa a través de Pakistán, el Indo forma una frontera distintiva de etnicidad y culturas: en la ribera occidental la población es mayoritariamente pastún, baluchi, y de otros iranios de valores, con estrechos lazos culturales, económicos y étnicos con el este de Afganistán y partes de Irán; las riberas orientales están en gran parte pobladas por pueblos indoarios, como los panyabís y los sindhis. En el norte del Panyab y en Jaiber Pajtunjuá, conviven tribus de etnia pastún con pueblos dardic en las colinas (Khowar, Kalash, Shina, etc.), burushos (en el valle de Hunza), y panyabís. En la provincia de Sindh, forman las poblaciones locales pueblos de tradición sindhi. En la ribera occidental del río viven los baluchis y los pueblos pastunes del Baluchistán.

## Problemas modernos

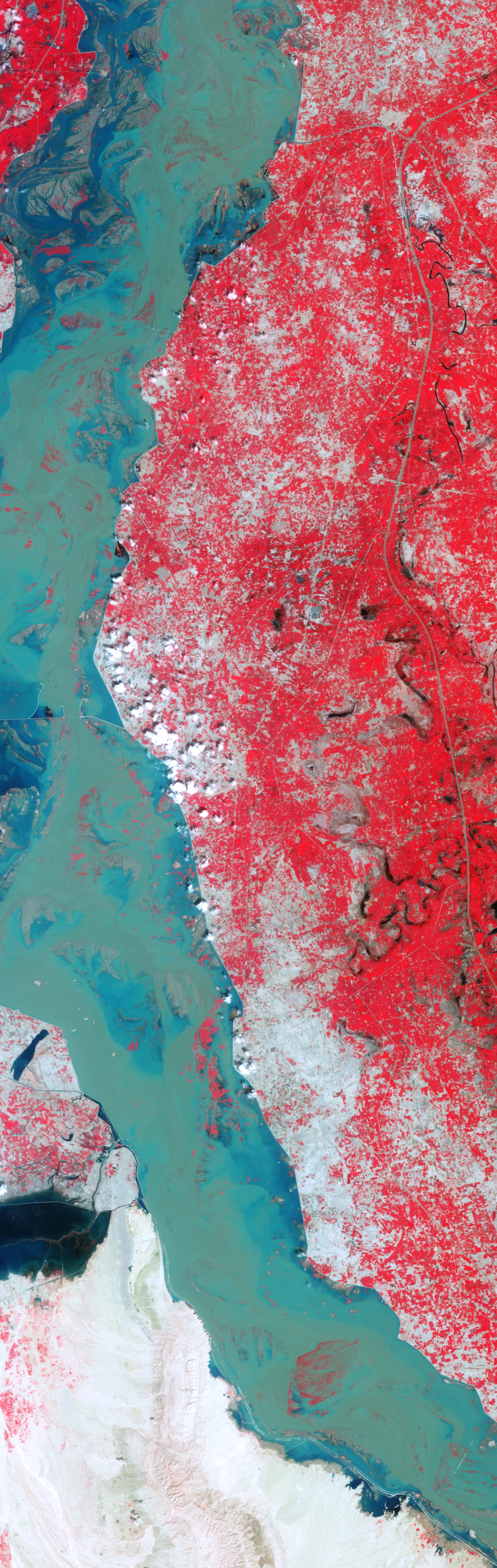
Imagen en falso color de las inundaciones a lo largo del río.

El Indo es un recurso estratégico vital para la economía y sociedad de Pakistán. Después de la independencia de la India y Pakistán en 1947, el uso de las aguas del Indo y de sus cinco afluentes orientales se convirtió en una gran disputa entre ambas naciones. Los canales de riego del valle de Sutlej y de Bari Doab fueron divididos -con los canales discurriendo sobre todo en Pakistán y las presas de cabecera en la India que interrumpían el suministro en algunas partes de Pakistán. La preocupación por la construcción en la India de grandes presas en diversos ríos del Panyab, que podrían socavar el suministro fluido a Pakistán, así como la posibilidad de que la India pudiera desviar los ríos en la época de la guerra, causó consternación política en Pakistán.Tras la celebración de conversaciones diplomáticas con la mediación del Banco Mundial, India y Pakistán firmaron en 1960 el Tratado de las Aguas del Indo. Este tratado dio a la India el control de los tres ríos más orientales del Panyab, el Sutlesh, el Beas y el Ravi, mientras que Pakistán obtuvo el control de los tres ríos occidentales, el Jhelum, el Chenab y el Indo. La India conservó el derecho de uso de los ríos occidentales salvo para proyectos de riego. (Véase la discusión sobre una reciente disputa sobre un proyecto hidroeléctrico en el Chenab (no del Indo), conocido como el Proyecto Baglihar).
Las peregrinación hinduistas a los lugares sagrados localizados a orillas del río han sido una fuente de conflicto con la población local de Cachemira, que se quejan de la invasión de sus tierras tradicionales por nacionalistas hindúes de las partes más profundas de la India.
Existen preocupaciones de que la deforestación extensiva, la contaminación industrial y el calentamiento global están afectando a la vegetación y a la fauna del delta del Indo, así como también a la producción agrícola. También existe la preocupación de que el Indo puede estar cambiando su curso hacia el oeste, aunque esa progresión ya ocurre desde hace siglos. En numerosas ocasiones, la obstrucción de sedimentos debido a un mal mantenimiento de los canales ha afectado a la producción agrícola y a la vegetación. Además, el calor extremo ha causado que el agua se evapore, dejando depósitos de sal que hacen las tierras inútiles para el cultivo.
Recientemente, la India ha emprendido la construcción de presas en el río, en violación del Tratado de las Aguas del Indo, lo que reduce el caudal en Pakistán y ha causado que Pakistán haya llevado el asunto a los tribunales internacionales de arbitraje. Esto ha tensado las relaciones entre ambos países.

### Efectos del cambio climático en el río
La meseta tibetana tiene la tercera mayor reserva de hielo del mundo. Qin Dahe, antiguo jefe de la Administración Meteorológica de China, dijo que el reciente ritmo rápido de la fusión y el aumento de las temperaturas sería bueno para la agricultura y el turismo en el corto plazo, pero emitió una fuerte advertencia:

Las temperaturas están aumentando cuatro veces más rápido que en otras partes de China, y los glaciares tibetanos se están retirando a una velocidad mayor que en cualquiera otra parte del mundo... A corto plazo, esto hará que los lagos se expandan y causen inundaciones y aludes de lodo. A la larga, los glaciares constituyen elementos vitales del río Indo. Una vez que desaparecen, los suministros de agua en Pakistán estarán en peligro.

Hay [sic] datos insuficientes para decir lo que sucederá hasta el Indo —dice David Grey, asesor senior del agua del Banco Mundial en el sur de Asia—. "Pero todos tenemos temores muy desagradables de que el caudal del Indo podría verse seriamente, seriamente afectado por el deshielo de los glaciares como consecuencia del cambio climático — y reducidos tal vez en un 50% —. Ahora, ¿qué significa eso para una población que vive en un desierto [donde], sin el río, no habría vida? No sé la respuesta a esa pregunta —dice —. Pero tenemos que estar preocupados por eso. Profundamente, profundamente preocupados.

## Inundaciones de 2010

Áreas afectadas el 26 de agosto de, 2010

En julio de 2010, tras unas fuertes y anormales lluvias del monzón, el río Indo se elevó por encima de sus orillas y comenzó a inundar los terrenos próximos. La lluvia continuó durante los siguientes dos meses, devastando grandes áreas de Pakistán. En Sindh, el Indo se desbordó cerca de Sukkur el 8 de agosto, inundando la aldea de Mor Khan Jatoi. A principios de agosto, la mayor inundación se movió hacia el sur a lo largo del Indo desde las regiones del norte gravemente afectadas por el oeste del Panyab, donde se destruyeron por lo menos 570.000 hectáreas de tierras de cultivo, y la sureña provincia de Sindh. En septiembre de 2010, más de dos mil personas habían muerto y más de un millón de hogares han sido destruidos desde que comenzó la inundación.

## Los caudales mensuales del Indo en Sukkur
Se ha estudiado el caudal del Indo desde 1937 a 1970 (34 años) en Sukkur, puerto fluvial paquistaní ubicado a unos 200 km al suroeste (aguas abajo) de la confluencia con el Sutlej, su último afluente importante. En el área de Sukkur el caudal del río está en su máximo; de hecho, más abajo, se saca bastante agua del río para importantes extensiones irrigadas, por lo que va disminuyendo su caudal gradualmente. Además, ya no hay afluentes importantes que ayuden a alimentar su caudal.
En Sukkur, el caudal medio anual o  módulo del río observado durante este período fue de 4.072 m³/s para una superficie de cuenca de más o menos 90 0000 km².
La  lámina de agua en esta parte de la cuenca, la mayor en mucho desde el punto de vista de caudal (casi el 100% del caudal total de río) asciende a 143 milímetros por año.
Caudal mensual promedio (en m³/s)
 Estación hidrológica: Sukkur
(calculado durante 34 años) 